# Иван Перовић (одбојкаш)
Иван Перовић (Крагујевац, 17. септембар 1991) је српски одбојкаш. Висок је 193 cm и игра на позицији примача сервиса.

## Клубови
| Клуб                   | Земља     | Година    |
| Раднички Крагујевац    | Србија    | 2008—2010 |
| ВГСК Велико Градиште   | Србија    | 2010—2011 |
| Раднички Крагујевац    | Србија    | 2011—2015 |
| ОК Ниш                 | Србија    | 2015—2016 |
| ВК Спартак УЈС Комарно | Словачка  | 2016      |
| Захра Ал Мина          | Либан     | 2017      |
| ГЕН-и Волеј            | Словенија | 2017—2018 |
| Раднички Крагујевац    | Србија    | 2018—2019 |